# Raión de Vardenis
El raión de Vardenis es uno de los cinco raiones que forman la provincia armenia de Gegharkunik. Se encuentra al sureste de la provincia, con una población a fecha de 12 de octubre de 2011 de 38 600 habitantes.
Está formado por las siguientes localidades:
- Akhpradzor 355
- Akunk 4443
- Areguni 344
- Arpunk 568
- Avazan 252
- Ayrk 317
- Azat 101
- Daranak 168
- Geghakar 136
- Geghamabak 135
- Geghamasar 1132
- Jaghatsadzor 100
- Kakhakn 375
- Karchaghbyur 2337
- Khachaghbyur 1064
- Kut 193
- Kutakan 288
- Lchavan 548
- Lusakunk 1440
- Makenis 405
- Mets Masrik 3132
- Nerkin Shorzha 12
- Norabak 246
- Norakert 1015
- Pambak 548
- Pokr Masrik 626
- Shatjrek 466
- Shatvan 612
- Sotk 824
- Torfavan 490
- Tretuk 174
- Tsapatagh 360
- Tsovak 2319
- Vanevan 367
- Vardenis 12 685
- Verin Shorzha 23[1]